# Omsk
Omsk (ryska: Омск) är en stad i västra Sibirien i Ryssland, och är administrativ huvudort för Omsk oblast. Staden ligger på låglandet i västra Sibirien vid stranden till floden Irtysj. Folkmängden uppgår till cirka 1,2 miljoner invånare.
Omsk är en betydande industristad i Ryssland. Staden har också universitet sedan 1974 och har en järnvägsknut vid Transsibiriska järnvägen vilket har en stor betydelse för staden och påverkat dess historia. Här slutar även Europaväg 30 (E30).

## Sport
Omsks lokala hockeyklubb heter Avangard Omsk och spelar i den ryska hockeyligan KHL. Här har bland annat den världskände Jaromír Jágr spelat, som var med och vann det Europeiska klubbmästerskapet i ishockey 2005.

## Administrativt område

### Stadsdistrikt
Omsk är indelad i fem stadsdistrikt.
| Stadsdistrikt | Invånarantal 9 oktober 2002 | Invånarantal 14 oktober 2010 |
| ------------- | --------------------------- | ---------------------------- |
| Kirovskij     | 241 100                     | 244 533                      |
| Leninskij     | 195 025                     | 200 368                      |
| Oktiabrskij   | 164 671                     | 172 496                      |
| Sovetskij     | 260 494                     | 260 516                      |
| Tsentralnyj   | 272 726                     | 276 203                      |
| TOTALT        | 1 134 016                   | 1 154 116                    |

Uppgifterna för 2010 inkluderar områden som inte ingick år 2002. Se tabellen nedan. 

### Stadens administrativa område
Omsk administrerade tidigare även tre orter utanför själva centralorten. Dessa är numera sammanslagna med Omsk.
| Stad/Ort      | Invånarantal 9 oktober 2002 | Invånarantal 14 oktober 2010 |
| ------------- | --------------------------- | ---------------------------- |
| Omsk          | 1 134 016                   | 1 154 116                    |
| Beregovoj     | 8 058                       | Ingen uppgift                |
| Krutaja Gorka | 6 861                       | Ingen uppgift                |
| Vchodnoj      | 7 914                       | Ingen uppgift                |
| TOTALT        | 1 156 849                   | 1 154 116                    |

## Klimat
|                        | Jan   | Feb   | Mar   | Apr   | Maj   | Jun  | Jul  | Aug  | Sep  | Okt   | Nov   | Dec   | År    |
| ---------------------- | ----- | ----- | ----- | ----- | ----- | ---- | ---- | ---- | ---- | ----- | ----- | ----- | ----- |
| Medeltemp. (°C)        | −16,3 | −15,0 | −7,3  | 3,7   | 12,5  | 17,9 | 19,6 | 16,9 | 10,4 | 3,5   | −7,3  | −13,8 | 2,1   |
|                        |       |       |       |       |       |      |      |      |      |       |       |       |       |
| Högsta rekord (°C)     | 4,2   | 3,6   | 14,1  | 31,3  | 35,5  | 40,1 | 40,4 | 38,0 | 32,9 | 27,4  | 16,1  | 4,5   | 40,4  |
| Högsta medeltemp. (°C) | −12,6 | −11,1 | −3,5  | 9,0   | 18,4  | 24,0 | 25,4 | 22,2 | 15,8 | 7,3   | −4,3  | −9,6  | 7,1   |
| Lägsta medeltemp. (°C) | −20,5 | −19,4 | −12,0 | −1,0  | 6,3   | 12,0 | 14,1 | 11,6 | 5,7  | −0,3  | −10,5 | −17,9 | −2,7  |
| Lägsta rekord (°C)     | −45,1 | −45,5 | −41,1 | −25,5 | −12,9 | −3,1 | 2,1  | −1,7 | −7,6 | −28,1 | −41,2 | −44,7 | −45,5 |
|                        |       |       |       |       |       |      |      |      |      |       |       |       |       |
| Nederbörd (mm)         | 23    | 18    | 17    | 21    | 35    | 51   | 66   | 54   | 37   | 30    | 34    | 29    | 415   |
| Källa: Pogoda.ru.net   |       |       |       |       |       |      |      |      |      |       |       |       |       |